# داني كيغ
داني كيغ (بالإنجليزية: Danny Cage)‏ هو مصارع محترف أمريكي، ولد في 19 ديسمبر 1973 في Cinnaminson Township, New Jersey ‏ في الولايات المتحدة.